# 正運寺 (京都市)
正運寺（しょううんじ）は、京都市中京区にある浄土宗の寺院。本尊は阿弥陀如来。観音堂（本尊・十一面観音）は洛陽三十三所観音霊場第26番札所。

## 歴史
慶長5年（1600年）、肥後国熊本藩主加藤清正の重臣である飯田覚兵衛が浄土宗の深誉を開山として勝軍寺を創建するが、しばらくして正運寺へと改名される。
この寺に祀られている1尺2寸の十一面観音菩薩像は運慶が大和国長谷寺の十一面観音菩薩像と同じ木で作ったものである。絶対秘仏でいまだに一度たりとも御開帳されたことがない。この十一面観音菩薩像にお参りした身重の女性がこの寺で無事に子供を出産したことがあり、それ以来「安産寺」とも呼ばれている。
天明8年（1788年）の天明の大火で伽藍が焼け落ちるが、十一面観音菩薩像と厨子は無事であった。現在の建物はその後に復興されたものである。

## 境内
- 本堂
- 庫裏
- 観音堂 - 洛陽三十三所観音霊場第26番札所。
- 鎮守社
- 山門

## 前後の札所
洛陽三十三所観音霊場
25 泉涌寺塔頭法音院　-　26 正運寺　-　27 平等寺

## アクセス
- 京都市中京区蛸薬師通大宮西入因幡町112

- 京都市営バス四条大宮バス停から徒歩約5分
- 阪急京都本線大宮駅から徒歩約5分